# フェラーリ・XXプログラム
XXプログラムとは、フェラーリでレースを行うオーナーのための部門である「コルセ・クリエンティ」によるサーキット走行専用車の開発プログラムである。開発・販売の目的は、フェラーリの顧客を代表するオーナーがクローズド・コースをドライブすることで得られたデータを将来の市販モデル開発に役立てることにある。

## 開発車種
- フェラーリ・FXX
- フェラーリ・599XX
- フェラーリ・FXX K
- フェラーリ・SF90 XXストラダーレ/SF90 XXスパイダー（XXシリーズでは初の公道走行が可能なモデルである。）